# Umanità Nova
Die Umanità Nova ist eine wöchentlich erscheinende italienische Zeitung, die sich mit dem Anarchismus auseinandersetzt. Die Zeitung wird vor allem von Mitgliedern syndikalistischer Kreise, aber auch von gemäßigten Lesern gelesen.

## Geschichte
Umanità Nova wurde am 26. Februar 1920 in Mailand unter der Leitung von Errico Malatesta als Tageszeitung gegründet. Die Auflage war in den ersten zwei Jahren circa 30.000. Aufgrund des Drucks der Faschisten wurde die Zeitung im August 1922 in eine Wochenzeitung umgewandelt, bevor sie im Dezember 1922 eingestellt wurde. 
Von 1943 bis 1945 erschienen 14 Ausgaben der Umanità Nova als Untergrundzeitung mit einer Auflage von 8000. 
Der Gründungskongress der Federazione Anarchica Italiana (FAI) 1945 in Carrara entschied, Umanità Nova wieder als Wochenzeitung herauszugeben.